# Penguins of Madagascar
Penguins of Madagascar (bra: Os Pinguins de Madagascar; prt: Os Pinguins de Madagáscar) é um filme estadunidense de comédia, espionagem e ação animado em 3D, produzido pela DreamWorks Animation e distribuído pela 20th Century Fox. É um spin-off da franquia de filmes Madagascar, e uma continuação de Madagascar 3: Europe's Most Wanted, seguindo os pinguins Capitão, Kowalski, Rico e Recruta em seu próprio filme de espionagem. O filme conta com os personagens da série televisiva The Penguins of Madagascar, que possui um enredo numa realidade alternada, ou seja, os acontecimentos da série não ocorreram no universo do filme.
O filme é dirigido por Simon J. Smith e Eric Darnell, e com roteiro de Michael Colton e John Aboud. É estrelado pelas vozes de Tom McGrath, Chris Miller, Conrad Vernon, Christopher Knights, Benedict Cumberbatch, John Malkovich e Ken Jeong. O filme foi lançado em 26 de novembro de 2014 nos cinemas norte-americanos e 15 de janeiro de 2015 no circuito brasileiro. Foi o único filme da franquia Madagascar a ser distribuído pela 20th Century Fox, bem como o filme final da DreamWorks Animation a ser produzido pela Pacific Data Images antes de seu fechamento em 22 de janeiro de 2015, com a DWA Glendale assumindo.
Embora o filme tenha recebido críticas geralmente positivas dos críticos, ele também teve um desempenho inferior na bilheteria dos Estados Unidos (forçando uma redução do valor do estúdio), mas se saiu melhor internacionalmente, arrecadando US$ 373 milhões com um orçamento de US$ 132 milhões.

## Sinopse
Após uma fuga deles do Circo Zaragoza, Capitão, Kowalski, Rico e Recruta são trazidos para os serviços do Vento do Norte, uma força-tarefa de elite disfarçada entre espécies que é dedicada a ajudar os animais indefesos que não podem ajudar a si mesmos. Os pinguins devem trabalhar com o Vento do Norte liderado por Secreto para impedir que o Dr. Octavius Brine tome conta do mundo.

## Elenco
| Personagem     | Voz                  |
| -------------- | -------------------- |
| Capitão        | Tom McGrath          |
| Kowalski       | Chris Miller         |
| Recruta        | Christopher Knights  |
| Secreto        | Benedict Cumberbatch |
| Dave           | John Malkovich       |
| Pavio Curto    | Ken Jeong            |
| Eva            | Annet Mahendru       |
| Montanha       | Peter Stormare       |
| Rei Julien     | Danny Jacobs         |
| Mort           | Andy Richter         |
| Documentarista | Werner Herzog        |
| Repórter       | Billy Eichner        |

## Produção
Um filme com lançamento diretamente para DVD e Blu ray com os pinguins estava em desenvolvimento desde 2005, quando o primeiro filme da franquia Madagascar tinha sido lançado, com uma data de lançamento prevista para 2009. Em março de 2011, foi anunciado que os pinguins ganharia seu próprio longa-metragem, semelhante a Puss in Boots de 2011, que seria dirigido por Simon J. Smith, o co-diretor de Bee Movie, produzido por Lara Breay, e escrito por Alan J. Schoolcraft e Brent Simons, os roteiristas de Megamente.
Em julho de 2012, na Comic-Con, foi anunciado que o filme, intitulado Penguins of Madagascar, seria lançado em 2015. Robert Schooley, um dos produtores da série dos Penguins, disse que o filme não seria relacionado com a série de TV de mesmo nome, mas ele disse que uma mudança também poderia ser possível. Em setembro de 2012, a DreamWorks Animation e a distribuidora 20th Century Fox anunciaram a data de lançamento para 27 de março de 2015 e um novo par de escritores, Michael Colton e John Aboud. Em agosto de 2013, foi relatado que Benedict Cumberbatch e John Malkovich tinha se juntado ao elenco de vozes. Malkovich, a quem foi oferecido o papel do Dr. Octavius Brine três anos e meio antes do lançamento do filme, disse a um público na Comic-Con de julho de 2014 que pensava que "era uma ideia engraçada" usar sua voz para um polvo.

## Lançamento
Em 20 de maio de 2014, a data de lançamento do filme foi adiantada para 26 de novembro de 2014, trocando de lugar com o filme Home, da DreamWorks Animation. Jeffrey Katzenberg, CEO da DreamWorks Animation, argumentou que o filme, vindo de uma das franquias mais bem sucedidas da DWA, teria uma tarefa mais fácil para se destacar em torno da temporada de férias e Ação de Graças, enquanto Home tentará aproveitar o espeço de lançamento na primavera que está menos competitivo e repetir sucessos de lançamentos na primavera de alguns filmes originais da DWA, incluindo Os Croods e Como Treinar o Seu Dragão. O filme foi lançado duas semanas antes na China em 14 de novembro de 2014, onde foi distribuído pela Oriental DreamWorks.
O filme foi lançado também em formatos Real3D e 3D Digital. Foi remasterizado digitalmente no formato IMAX e lançado em cinemas selecionados na Europa, Ásia, Oriente Médio e América Latina. Uma série de quadrinhos de quatro edições baseada no filme foi publicada pela Titan Comics, escrita por Alex Matthews e desenhada por Lucas Fereyra.

### Home media
Os Pinguins de Madagascar foi lançado em DVD, Blu-ray e Blu-ray 3D em 17 de março de 2015. Ele liderou a parada de vendas de vídeos domésticos em sua primeira semana.

## Recepção

### Bilheteria
Os Pinguins de Madagascar arrecadou US$ 83,4 milhões na América do Norte e US$ 290,2 milhões em outros países, com um total mundial de US$ 373,6 milhões. O orçamento de produção do filme foi de US$ 132 milhões, o que, de acordo com a presidente da DreamWorks Animation, Ann Dally, excluiu a possibilidade de "retorno baseado em incentivos". No final de 2014, o estúdio teve que fazer uma redução no valor de US$ 57,1 milhões, principalmente relacionado às performances de Os Pinguins de Madagascar e outro filme de animação da DreamWorks, As Aventuras de Peabody e Sherman.
Os Pinguins de Madagascar foi lançado em 26 de novembro de 2014 na América do Norte e Canadá em 3.764 cinemas. Ele arrecadou US$ 6,25 milhões no dia da estreia e US$ 3,95 milhões no dia seguinte durante o Dia de Ação de Graças. Ganhou US$ 10,5 milhões durante a Black Friday. O filme teve um desempenho inferior durante seu fim de semana de estreia, ganhando US$ 25,4 milhões e estreando em segundo lugar nas bilheterias, atrás de Jogos Vorazes: A Esperança – Parte 1, para o qual o 3D representou 24% de sua receita bruta do fim de semana de estreia. O público do fim de semana de abertura foi dividido igualmente entre os menores e maiores de 25 anos, com 58% e mulheres representando 51%.
O filme foi lançado na China em 14 de novembro, duas semanas antes de sua estreia na América do Norte, e arrecadou US$ 11,3 milhões em 3.500 telas, estreando em segundo lugar nas bilheterias chinesas, atrás de Interestelar (US$ 42 milhões). Em seu fim de semana de estreia, o filme arrecadou US$ 36,5 milhões em 47 mercados. No geral, as maiores aberturas foram na Rússia (US$ 8,2 milhões), Coréia (US$ 6 milhões), Itália (US$ 4,63 milhões), Alemanha (US$ 4,2 milhões) e Austrália (US$ 3,68 milhões). A estreia do filme na Alemanha foi a segunda maior para um filme de animação em 2014, atrás de Como Treinar o Seu Dragão 2.

### Crítica especializada
No site agregador de críticas Rotten Tomatoes, Os Pinguins de Madagascar detém uma taxa de aprovação de 73% com base em 116 resenhas, com uma classificação média de 6,2/10. O consenso crítico do site diz: "Os Pinguins de Madagascar são rápidos e coloridos o suficiente para entreter crianças pequenas, mas são loucamente tolos para oferecer diversão real ao cinema para toda a família.". No Metacritic, o filme alcançou uma pontuação de 53 de 100 com base em análises de 31 críticos, indicando "análises mistas ou médias". O público pesquisado pela CinemaScore deu ao filme uma nota média de A– em uma escala de A+ a F.
Michael Rechtshaffen, do The Hollywood Reporter, fez uma crítica negativa ao filme, dizendo: "Embora haja muitas travessuras malucas para preencher um filme, toda aquela energia maníaca acaba se revelando mais exaustiva do que estimulante". Elizabeth Weitzman, do New York Daily News, deu ao filme três de cinco estrelas, dizendo: "Concedido, não é um clássico, mas um roteiro atrevido e um trabalho de voz bem-humorado de Benedict Cumberbatch e John Malkovich devem manter crianças e adultos entretidos durante as férias.". Ignatiy Vishnevetsky, do The A.V. Club, deu ao filme uma nota B, dizendo: "Frenético e freqüentemente engraçado, Os Pinguins de Madagascar representa o estilo da franquia da DreamWorks Animation, que se resume a animais falantes autoconscientes, mas ingênuos, que aprendem lições de vida para crianças - no seu nível mais palatável.".
Bill Zwecker, do Chicago Sun-Times, deu ao filme três de quatro estrelas, dizendo: "Mais uma vez a equipe de Madagascar encontrou um vencedor, uma ótima maneira de começar o Dia de Ação de Graças e a experiência de ir ao cinema com toda a família.". Lou Lumenick, do New York Post, deu ao filme uma de quatro estrelas, dizendo "Os Pinguins de Madagascar é uma coleção preguiçosa e barulhenta de clichês animados com TDAH que garantem dor de cabeça a qualquer pessoa com mais de 5 anos de idade, mesmo que você não veja em 3D opcional.".

### Prêmios
| Prêmio/Festival de Cinema                                   | Categoria                                                                                    | Destinatário(s)                                                 | Resultado |
| ----------------------------------------------------------- | -------------------------------------------------------------------------------------------- | --------------------------------------------------------------- | --------- |
| 42º Prêmios Annie                                           | Conquista notável para efeitos animados em uma produção animada                              | Mitul Patel, Nicolas Delbecq, Santosh Khedkar e Yash Argawal    | Indicado  |
| 42º Prêmios Annie                                           | Conquista notável para a animação de personagens em uma produção de longa-metragem animada   | Ravi Kamble                                                     | Indicado  |
| 42º Prêmios Annie                                           | Conquista notável para o design de personagens em uma produção de longa-metragem de animação | Craig Kellman, Joe Moshier, Stevie Lewis e Todd Kurosawa        | Indicado  |
| 51º Prêmio Cinema Audio Society                             | Conquista notável em mixagem de som para filmes - animação                                   | Tighe Sheldon, Paul NJ Ottosson, Dennis Sands e Randy K. Singer | Indicado  |
| 28º Kids' Choice Awards                                     | Filme de animação favorito                                                                   | Eric Darnell e Simon J. Smith                                   | Indicado  |
| 11º Prêmio da Associação de Críticos de Cinema de St. Louis | Melhor Filme de Animação                                                                     | Eric Darnell e Simon J. Smith                                   | Indicado  |

## Música
Lorne Balfe compôs a trilha sonora original do filme, sendo a sua primeira vez como compositor solo em um filme de animação da DreamWorks. Balfe escreveu a música adicional para os dois filmes anteriores de Madagascar e ajudou o compositor de Madagascar, Hans Zimmer, com a trilha para Megamente. A trilha sonora foi lançada em 25 de novembro de 2014, pelo Relativity Music Group. A Relativity também lançou um EP, Penguins of Madagascar: Black & White Christmas Album, que contou com cinco canções natalinas. O Pitbull cantou uma canção intitulada "Celebrate" para o filme, que foi exibida durante os créditos. Um videoclipe da música também foi lançado no YouTube em 21 de outubro de 2014.